# Looking for Fidel
Looking for Fidel è un documentario del 2004 su Fidel Castro diretto dal regista statunitense Oliver Stone, sequel del precedente Comandante, del 2003.

## Trama
La pellicola è un'intervista al leader cubano che prende spunto dagli ultimi provvedimenti presi dal governo contro i dirottatori che cercano la fuga negli Stati Uniti; Stone fa parlare i protagonisti del dirottamento di un traghetto alla presenza di Castro che commenta la situazione con i diretti interessati; viene ricordata la condanna a morte inflitta contro i dirottatori di un aereo che si voleva far atterrare in territorio statunitense per chiedere asilo politico.
Il regista riporta i rapporti di Amnesty International e fa parlare alcuni rappresentanti del movimento anti-castrista presente sull'isola, i quali denunciano la repressione e il monopolio dell'informazione e della propaganda politica da parte del governo.